# Andriej Grieczko
Andriej Antonowicz Grieczko (Greczko) (ros. Андрей Антонович Гречко, ur. 4 listopada?/17 listopada 1903 we wsi Gołodajewka, zm. 26 kwietnia 1976 w Moskwie) – radziecki dowódca wojskowy narodowości ukraińskiej, marszałek Związku Radzieckiego (1955), naczelny dowódca Wojsk Lądowych Armii Radzieckiej, naczelny dowódca Zjednoczonych Sił Zbrojnych Państw Stron Układu Warszawskiego (1960–1967), minister obrony ZSRR (1967–1976), członek Komitetu Centralnego KPZR, członek Biura Politycznego KC KPZR, deputowany do Rady Najwyższej ZSRR 2., 3., 4., 5., 6., 7., 8. i 9. kadencji, dwukrotny Bohater Związku Radzieckiego (1958, 1973) i Bohater Czechosłowackiej Republiki Socjalistycznej (1969).

## Życiorys
Urodził się 17 października 1903 we wsi Gołodajewka (obecnie wieś Kujbyszewo w obwodzie rostowskim), w rodzinie chłopskiej. Do Armii Czerwonej wstąpił w 1919, uczestniczył w wojnie domowej w składzie 11 dywizji kawalerii I Armii Konnej Budionnego. Czerwonoarmista (szeregowiec) – do września 1921, następnie dowódca plutonu – do kwietnia 1930, dowódca szwadronu – do kwietnia 1932. Następnie pełnił służbę na stanowiskach sztabowych – do maja 1938, dowodził pułkiem kawalerii – do października 1938, był szefem sztabu specjalnej dywizji kawalerii w Białoruskim Okręgu Wojskowym – do ataku Niemiec na ZSRR. Brał udział w agresji ZSRR na Polskę we wrześniu 1939 w składzie Frontu Białoruskiego. Ukończył Oficerską Szkołę Kawalerii w 1926, Akademię Wojskową im. Michaiła Frunzego w 1936 i Akademię Sztabu Generalnego w 1941.
Od 1941 dowodził 34 Dywizją Kawalerii, od stycznia 1942 – 5 Korpusem Kawalerii na Froncie Południowym. Od stycznia do sierpnia 1942 dowódca 12 Armii, która broniła Donbasu i północnego Kaukazu, od września do grudnia 1942 dowodził 47 i 18 Armiami na kierunku noworosyjskim. Od stycznia do listopada 1943 dowódca 56 Armii, która wyzwoliła północny Kaukaz. Od listopada 1943 zastępca dowódcy, a od grudnia 1943 dowódca 1 Armii Gwardii biorącej udział w wypieranie wojsk Osi z Ukrainy, Czechosłowacji i Polski.
W latach 1945–1953 dowódca Kijowskiego Okręgu Wojskowego, a od 12 maja 1953 do 1957 naczelny dowódca Grupy Wojsk Radzieckich w Niemczech. Od 12 listopada 1957 I zastępca ministra obrony ZSRR i naczelny dowódca Wojsk Lądowych RKKA, od 7 kwietnia 1960 I zastępca ministra obrony do spraw ogólnych, a od lipca 1960 do 1967 I zastępca ministra obrony i jednocześnie naczelny dowódca Zjednoczonych Sił Zbrojnych Państw Stron Układu Warszawskiego. Od 12 kwietnia 1967 minister obrony ZSRR.
Od 1928 Członek WKP(b), od 1961 członek Komitetu Centralnego KPZR, od 1973 członek Biura Politycznego KC KPZR, deputowany do Rady Najwyższej ZSRR od 2. do 9. kadencji.
Za zasługi w wyzwalaniu ziem polskich spod okupacji niemieckiej marszałek ZSRR Andriej Grieczko został w 1946 odznaczony Krzyżem Grunwaldu II klasy, a w 50. rocznicę powstania Sił Zbrojnych ZSRR Rada Państwa PRL nadała mu Krzyż Wielki Orderu Odrodzenia Polski. Order został mu wręczony 22 lutego 1968 w Moskwie przez Przewodniczącego Rady Państwa Marszałka Polski Mariana Spychalskiego. 12 października 1972 Rada Państwa nadała mu Krzyż Wielki Orderu Virtuti Militari „za wielki osobisty wkład w wyzwolenie Polski”. Order został wręczony marszałkowi rok później w czasie jego wizyty w Warszawie.
W czasie pobytu w Polsce, marszałek Grieczko 6 lutego 1961 roku otrzymał dyplom honorowego obywatela miasta Bielsko-Biała, z tego powodu, że dowodzone przez niego wojska w 1945 roku wyzwoliły miasto spod okupacji niemieckiej. W 25. rocznicę „wyzwolenia ziemi krakowskiej” w dowód uznania i wdzięczności za „wyzwolenie miast i wsi województwa krakowskiego spod jarzma faszystowskiego”, otrzymał Złotą Odznakę „Za Zasługi dla Ziemi Krakowskiej”.
Autor kilku tomów wspomnień z okresu służby wojskowej, m.in. „Bitwa o Kaukaz” (1972), „Wyzwolenie Kijowa” (1973), „Przez Karpaty” (1976).
Pochowany na Cmentarzu przy Murze Kremlowskim na Placu Czerwonym w Moskwie. W jego pogrzebie wzięła udział m.in. delegacja polska pod przewodnictwem Ministra Obrony Narodowej gen. armii Wojciecha Jaruzelskiego.

## Awanse
- pułkownik – 10 lipca 1941
- generał major – 9 listopada 1941
- generał porucznik – 28 kwietnia 1943
- generał pułkownik – 9 października 1943
- generał armii – 3 sierpnia 1953
- marszałek Związku Radzieckiego – 11 marca 1955

## Odznaczenia i wyróżnienia
Radzieckie
- Medal „Złota Gwiazda” Bohatera Związku Radzieckiego – dwukrotnie (1 lutego 1958, 16 października 1973)
- Order Lenina – sześciokrotnie (1942, 1945, 1958, 1963, 1968, 1973)
- Order Czerwonego Sztandaru – trzykrotnie (1941, 1944, 1950)
- Order Suworowa I stopnia – dwukrotnie (1944, 1945)
- Order Suworowa II stopnia (1943)
- Order Kutuzowa  I stopnia – dwukrotnie (1943, 1944)
- Order Bohdana Chmielnickiego I stopnia (1944)
- Order „Za służbę Ojczyźnie w Siłach Zbrojnych ZSRR” III stopnia
- Medal „Za obronę Kaukazu”
- Medal „Za zdobycie Berlina”
- Medal 100-lecia urodzin Lenina
- Medal „Za zwycięstwo nad Niemcami w Wielkiej Wojnie Ojczyźnianej 1941–1945”
- Medal jubileuszowy „Dwudziestolecia zwycięstwa w Wielkiej Wojnie Ojczyźnianej 1941–1945”
- Medal jubileuszowy „Trzydziestolecia zwycięstwa w Wielkiej Wojnie Ojczyźnianej 1941–1945”
- Medal jubileuszowy „XX lat Robotniczo-Chłopskiej Armii Czerwonej”
- Medal jubileuszowy „30 lat Armii Radzieckiej i Floty”
- Medal jubileuszowy „40 lat Sił Zbrojnych ZSRR”
- Medal jubileuszowy „50 lat Sił Zbrojnych ZSRR”
- Honorowa Broń ze Złotym Godłem Państwowym ZSRR (22 lutego 1968)

Czechosłowackie
- Złota Gwiazda Bohatera Czechosłowackiej Republiki Socjalistycznej (5 października 1969)
- Order Klementa Gottwalda

Polskie
- Krzyż Wielki Orderu Odrodzenia Polski (22 lutego 1968)
- Krzyż Wielki Orderu Wojennego Virtuti Militari (12 października 1972)
- Order Krzyża Grunwaldu II klasy (24 czerwca 1946)[3]